# St.-Johannis-Kapelle (Schnakenbek)

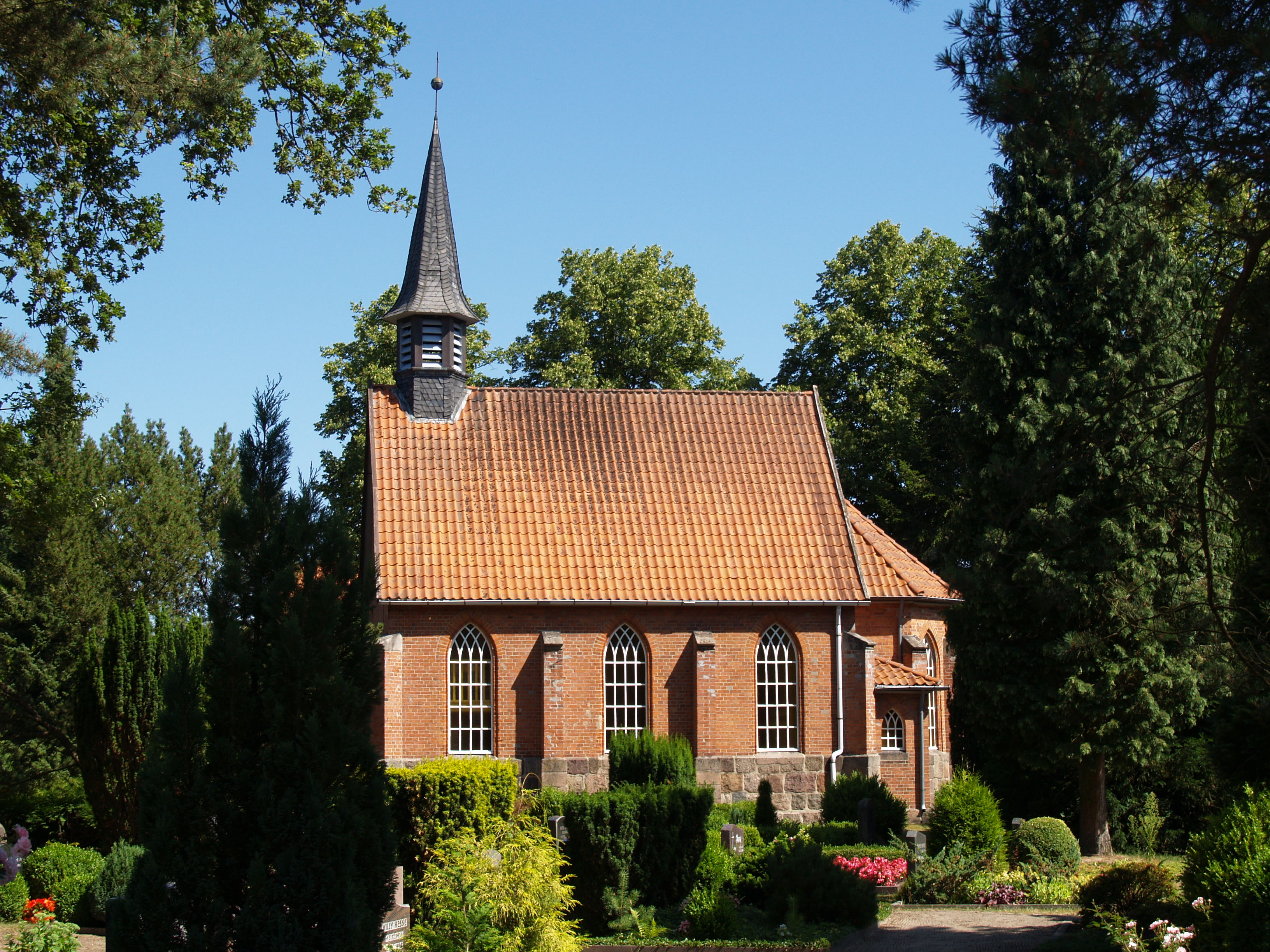
St.-Johannis-Kapelle (Schnakenbek)

Die St.-Johannis-Kapelle ist ein geschütztes Kulturdenkmal mit der Objekt-ID 9092 im Denkmalschutzgesetz in Schnakenbek, einer Gemeinde im Kreis Herzogtum Lauenburg in Schleswig-Holstein. Sie gehört zur Kirchengemeinde Lauenburg im Kirchenkreis Lübeck-Lauenburg der Evangelisch-Lutherischen Kirche in Norddeutschland.

## Beschreibung
Die neugotische, dem Ratzeburger Landbaumeister Carl August Wilhelm Lohmeyer (1824–1883) zugeschriebene Kapelle aus Backsteinen über Grundmauern aus Granit wurde anstelle einer Fachwerkkirche 1855 erbaut. Die von Strebepfeilern gestützte Saalkirche besteht aus einem Langhaus und einem eingezogenen, dreiseitig geschlossenen Chor im Osten. Aus dem Satteldach des Langhauses erhebt sich im Westen ein achteckiger Dachreiter, der den Glockenstuhl beherbergt, und der mit einem spitzen Helm bedeckt ist.
Nach schweren Beschädigungen durch Artilleriebeschuss am Ende des Zweiten Weltkriegs, als britische Truppen die Elbe in der Nacht vom 28. auf den 29. April 1945 bei Artlenburg und Schnakenbek überquerten, erfolgte zwischen 1953 und 1957 ein Wiederherstellung der Kapelle.
Der Innenraum des Langhauses ist mit einer Flachdecke überspannt, der des Chors mit einem verputzten Gewölbe. Zur Kirchenausstattung gehört eine Figurengruppe, die von einem Flügelaltar aus dem 16. Jahrhundert stammt, und ein Relief mit der Verkündigung des Herrn.
Die Orgel wurde 1991 von der Michael Becker Orgelbau errichtet. Sie verfügt über mechanische Traktur, 8 Register plus Tremulant auf zwei Manualen und Pedal sowie Koppeltritte.

## Gemeinde
Im Ratzeburger Zehntregister von 1230 gehörte Schnakenbek zum Kirchspiel Lütau; als das Dorf eine eigene Kapelle bekam, den Vorgängerbau der heutigen Kapelle, war diese eine Filialkirche  der Pfarrkirche St. Jacobus und St. Dionys (Lütau). Noch vor 1581 wurde Schnakenbek vermutlich wegen der bequemen Fährverbindung dem Kirchspiel Artlenburg in der Evangelisch-lutherischen Landeskirche Hannovers zugeordnet. Erst seit 1968 gehört die Kapelle zur Kirchengemeinde der Maria-Magdalenen-Kirche in Lauenburg/Elbe.